# Низовцева Алла Панасівна
Алла Панасівна Низовцева (1 жовтня 1930, тепер Російська Федерація — 31 січня 2013, місто Москва, Російська Федерація) — радянська державна діячка, заступник голови та в.о. голови Центральної ревізійної комісії КПРС, секретар Московського міського комітету КПРС. Член Центральної Ревізійної комісії КПРС у 1986—1990 роках. Депутат Верховної Ради Російської РФСР 11-го скликання.

## Життєпис
У 1952 році закінчила Московський обласний державний педагогічний інститут імені Крупської.
У 1952—1955 роках — вчителька середньої школи в Ленінському районі Московської області.
Член КПРС з 1955 року.
У 1955—1961 роках — директор школи робітничої молоді № 230 міста Москви.
У 1961—1965 роках — інструктор районного комітету КПРС міста Москви. У 1965—1968 роках — завідувач відділу виконавчого комітету Пролетарської районної ради депутатів трудящих міста Москви.
У 1968—1971 роках — завідувач відділу Пролетарського районного комітету КПРС міста Москви.
У 1971—1979 роках — секретар, 2-й секретар, у 1979—1986 роках — 1-й секретар Красногвардєйского районного комітету КПРС міста Москви.
25 січня 1986 — 7 грудня 1988 року — секретар Московського міського комітету КПРС.
Одночасно 6 березня 1986 — 9 липня 1990 року — заступник голови і член Бюро Центральної ревізійної комісії (ЦРК) КПРС.
У жовтні 1988 — 9 липня 1990 року — в.о. голови Центральної ревізійної комісії КПРС.
З 1990 року — персональний пенсіонер у Москві.
З 1992 року працювала в комерційних банках міста Москви. З 1995 року — генеральний менеджер в управлінні по роботі з клієнтами «Промрадтехбанку». З 2000 року — президент і член ради директорів банку «Кредиттраст». З 2005 року — віцепрезидент по зв'язках з громадськістю «Інвестторгбанку».
Померла 31 січня 2013 року. Похована в Москві на Котляковському цвинтарі.

## Нагороди і звання
- орден Дружби народів
- медалі